# 신춘수
신춘수  대표 프로듀서는 지킬앤하이드, 맨오브라만차, 드라큘라, 스위니토드, 드림걸즈 등의 작품들을 새롭게 해석하여 한국 프로덕션을 제작해왔으며, 브로드웨이에서도 Holler If Ya Hear Me, Doctor Zhivago 등을 제작한 한국 최초의 브로드웨이 리그 프로듀서이다. 또한 그의 작품들은 한국뮤지컬어워즈 등 여러 뮤지컬 시상식에서 다수의 작품상을 수상하였으며 국내 뮤지컬 시장 발전과 대중화에 힘쓴 공로를 인정받아 2009년 한국뮤지컬 대상 시상식에서 최고 프로듀서상, 2020년 대한민국 대중문화예술상 국무총리 표창을 받았다.

## 작품활동

### 국내 프로듀싱
<지킬앤하이드>(JEKYLL & HYDE),<맨오브라만차>(MAN OF LA MANCHA),<드라큘라>,<스위니토드>,<그리스(GREASE)>,<드림걸즈(DREAMGIRLS)>,<스토리오브마이라이프(THE STORY OF MY LIFE)>,<닥터지바고(DOCTOR ZHIVAGO) >,<타이타닉>,<컨택트>,<머더포투>,<뉴시즈>,<페임>,<연극 블루룸(THE BLUE ROOM)>,<연극 미드썸머>,<연극 이(爾)>,<올슉업>,<어쌔신>(ASSASSINS),<웨딩펀드>,<달콤한나의도시>,<나인(NINE)>,<마이페어레이디(MY FAIR LADY)]) 한국 초연>,<스펠링비>,<나쁜녀석들>,<킹앤아이(The KING & I)>,<싱글즈>,<연극 갈매기>,<베이비(BABY)>,<브루클린(BROOKLYN)>,<연극 모래여자>,<리틀샵오브호러스>,<올댓뮤지컬>,<고고비치>GO GO BEACH),<크레이지포유>(CRAZY FOR YOU),<호두까기인형>,<싱잉인더레인(SINGIN' IN THE RAIN)>,<아가씨와건달들(GUYS AND DOLLS)>,<더리허설>,<사랑은비를타고>

### 해외 프로듀싱
<An Officer and A Gentleman>(Australia), <Doctor Zhivago>(Australia), <Dreamgirls>(US), <Yoshimi Battles The Pink Robot>(US), <The Who's Tommy>(Canada) 외

### 연출
<스토리오브마이라이프>, <스펠링비>

### 브로드웨이
<Holler If Ya Hear Me>, <Doctor Zhivago>, <Rocky>, <Chaplin>, <Jesus Christ Superstar>, <The Story of My Life>

## 수상내역
- 2020년 대한민국 대중문화예술상 국무총리 표창
- 2019년 중앙일보 국가브랜드대상 문화부문 대상 (오디컴퍼니)
- 2009년 한국공연프로듀서협회 프로듀서상
- 2009년 한국뮤지컬대상 프로듀서상
- 2007년 매일경제 우수벤처기업대상 (오디컴퍼니)